# Соколарци
Соколарци (мкд. Соколарци) су насеље у Северној Македонији, у источном делу државе. Соколарци су у саставу општине Чешиново-Облешево.

## Географија
Соколарци су смештени у источном делу Северне Македоније. Од најближег града, Кочана, насеље је удаљено 12 km западно.
Насеље Соколарци се налази у историјској области Кочанско поље. Подручје јужно од насеља је долинско и добро обрађено. Северно од насеља издижу се први огранци југозападног дела Осоговских планина. Надморска висина насеља је приближно 330 метара.
Месна клима је умерено континентална.

## Историја
У месту је радила српска народна школа између 1866-1877. године.

## Становништво
Соколарци су према последњем попису из 2002. године имали 956 становника.
Претежно становништво у насељу су етнички Македонци (99%), а остало су махом Срби.
Већинска вероисповест месног становништва је православље.